# John H. Casper
John H. Casper, född 9 juli 1943 i Greenville, South Carolina, är en amerikansk astronaut uttagen i astronautgrupp 10 den 23 maj 1984.

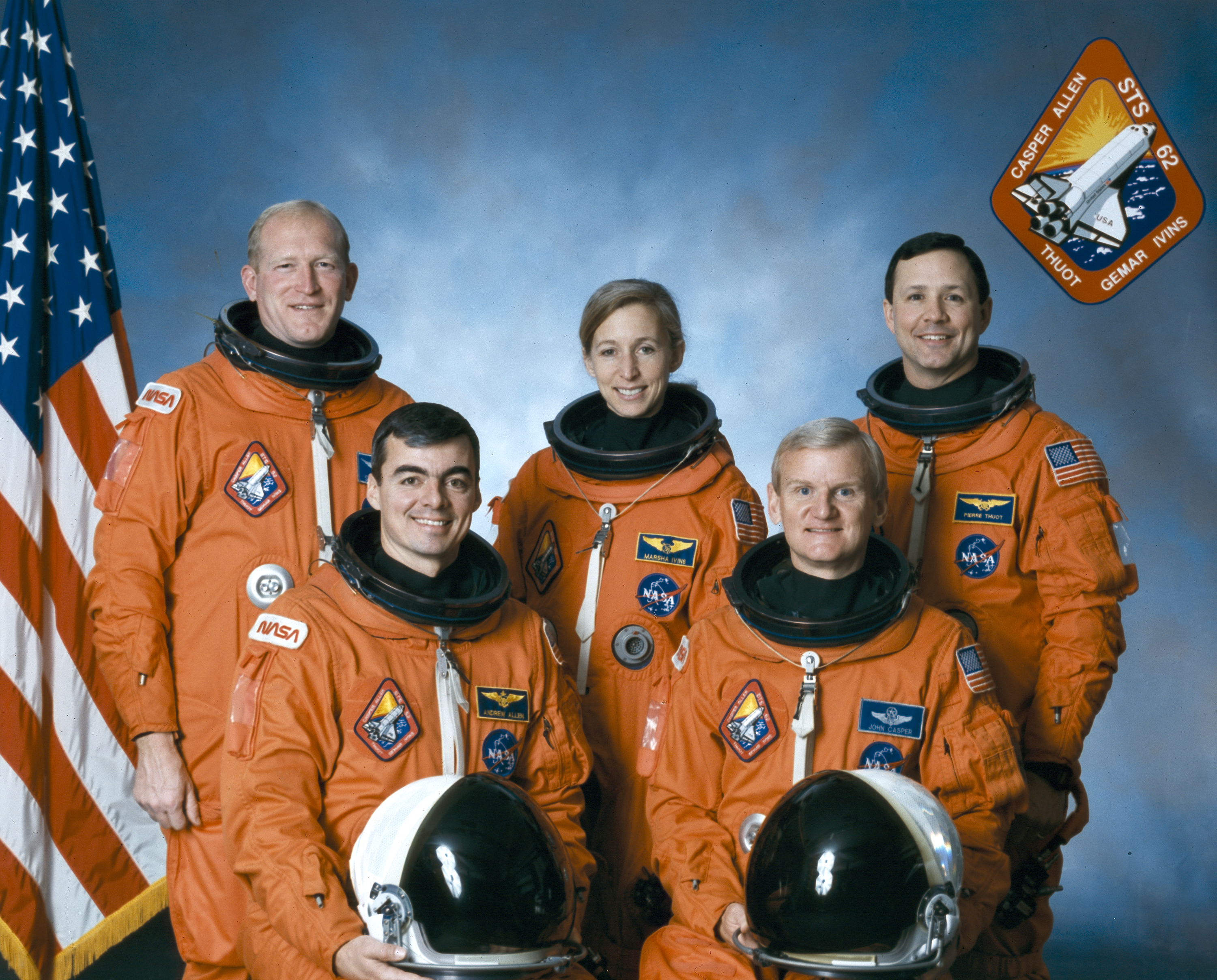
STS-62-gruppen. Casper, som även var missionens befälhavare, ses sittande till höger i bild.

## Rymdfärder
- STS-36
- STS-54
- STS-62
- STS-77